# ديفيد ستيك
ديفيد ستيك (من مواليد 15 يونيو 1992، بمدينة فيينا في النمسا)، هو لاعب كرة قدم دولي نمساوي، يلعب في مركز الدفاع مع نادي تي اس في هارتبرغ في الدوري النمساوي الممتاز ومنتخب النمسا.

## وصلات خارجية
- ديفيد ستيك على موقع قاعدة بيانات كرة القدم.إي يو (الإنجليزية)
- ديفيد ستيك على موقع Soccerway.com (الإنجليزية)
- ديفيد ستيك على موقع عالم كرة القدم.نت (الإنجليزية)